# Prestonville (Nouvelle-Zélande)
Prestonville est une banlieue et une zone industrielle de la cité d’Invercargill dans l’Île du Sud de la Nouvelle-Zélande.

## Caractéristiques locales
Le secteur est bas situé d’où à risque d’inondation ou d’élévation du niveau de la mer.
En 1984, la rivière Waihopai bouscula ses berges, inondant Prestonville "comme une vague de marée".
Cela causa une inondation majeure de la ville de Prestonville et des autres banlieues, conduisant à des dommages importants aux propriétés avec de nombreux sans abri et avec la perte de leur travail .
Les digues des berges furent reconstruites pour prévenir de nouvelles inondations .
En 1980, une installation de traitement de l’aluminium fonctionnant 24 heure sur 24 fut établie dans la ville de Prestonville comme support de l'usine de fonderie d’aluminium de Tiwai Point (en).
Une campagne locale avec succès a permis de limiter les heures de fonctionnement du site de 6 am à 10 pm du fait des bruits sourds qu’elle créait.
L’usine a fermé en 1994.
En 2018, service de lutte contre les incendies de Nouvelle-Zélande (en) a investigué à propos d'une série de feux suspects ayant eu lieu dans Prestonville et dans d’autres parties de la cité.

## Démographie
Le secteur de Prestonville couvre 0,57 km2 et  c’est une partie de la zone plus large de la cité de zone statistique de Prestonville-Grasmere (en).
Il avait  une population de 27 résidents lors du 2018 recensement de 2018 en Nouvelle-Zélande, en diminution de 12 personnes (−30,8 %) depuis le recensement de 2013, et inchangé depuis le recensement de 2006 en Nouvelle-Zélande.
Il y a 15 logements avec 12 hommes et 18 femmes, donnant un sexe-ratio de 0,67 homme pour une femme.
L’âge médian est de 45,4 ans (comparé avec les 37,4 ans au niveau national), avec 3 personnes (11,1 %) âgées de moins de 15 ans, 6 personnes (22,2 %) âgées de 15 à 29 ans, 12 personnes (44,4 %) âgées de 30 à 64 ans , et 9 personnes (33,3 %) âgées de 65 ans ou plus.
L’ethnicité est pour 88,9 % européens/Pākehā, 22,2 % Māori, 11,1 % personnes du Pacifique, et 11,1 % d’une autre ethnicité (le total peut faire plus de 100 % dans la mesure où une personne peut s’identifier avec de multiples ethnicités selon sa parenté).
Bien que certaines personnes refusent de donner leur religion lors du recensement, 44,4 % n’ont aucune religion et 44,4 % sont chrétiens.
Le revenu médian est de 26,800 $, comparé aux 31,800 $ au niveau national. Le statut d’emploi est parmi ceux d’au moins 15 ans d’âge pour 9 personnes (37,5 %): employées  à temps plein, pour 3 personnes (12,5 %) un emploi à temps partiel et 3 personnes (12,5 %) sont sans emploi.